# ラヴ・スカルプチャー
ラヴ・スカルプチャー（Love Sculpture）は、デイヴ・エドモンズが率いた1960年代後半に活動したウェールズのブルースロック・バンドで、ベーシストのジョン・デヴィッド（ジョン・デヴィッド・ウィリアムズ、1946年1月19日生まれ、サウス・ウェールズのカーディフ生まれ）と、ドラマーのロブ・"コンゴ"・ジョーンズ（ロバート・ジョーンズ、1946年8月13日、サウス・ウェールズのグラモーガン、バリー生まれ）が加わっていた。

## 略歴
ラヴ・スカルプチャーは、1966年にヒューマン・ビーンズ (The Human Beans)の元メンバーによってカーディフで結成された。このグループは1970年に解散したが、エドモンズは1970年代にソロによる成功を享受した。ラヴ・スカルプチャーは、ブルースのスタンダードを多く演奏したが、わずかにアレンジされているものの、オリジナルに近い演奏をしている。彼らのデビュー・アルバムである『ブルース・ヘルピング』には「サマータイム」や「Wang Dang Doodle」などの曲が収録されていた。
1968年のノベルティ・ヒットで最もよく知られているのは、パーロフォン・レーベルからリリースされた、アラム・ハチャトゥリアンによるクラシック作品「剣の舞 (Sabre Dance)」の高速カバー・バージョンであり、1968年12月の全英シングルチャートで5位になった。この録音は、キース・エマーソンによるクラシック風のアレンジに触発されたものだった。シングル「Sabre Dance」は、イギリスのDJであるジョン・ピールのラジオ放送を受けてヒットした。1968年12月、英国の音楽雑誌『NME』は、ラヴ・スカルプチャーがロンドン・レコードとアメリカでのレコーディング契約を結び、250,000ポンドを獲得したと報告した。バンドはまた、ドイツにてラジオ・ブレーメンのテレビ番組『Beat-Club』で「Sabre Dance」をライブで演奏するよう招待された。この番組は当時、モノクロで放送されていた。
その後、セカンド・アルバム『フォームス・アンド・フィーリングス』が続き、「In The Land of the Few」「Farandole」「People People」、ポール・コーダ作曲の「Seagull（West Coast Oil Tragedy）」、チャック・ベリーの「ユー・キャント・キャッチ・ミー」の同じくらい速いカバーなどが収録されていた。アルバムのアメリカ盤には、グスターヴ・ホルストの『惑星』から「火星」の録音もフィーチャーされていたが、ホルストの財団はアメリカ盤における曲のライセンスを拒否した。
彼らは、1968年（2回）および1969年に、BBCラジオ1の「ジョン・ピール・セッション」にて3回のレコーディングを行っている。
1970年にミッキー・ジーがセカンド・ギタリストとしてバンドに加わり、テリー・ウィリアムズが脱退したドラムのロブ・ジョーンズの後任を務めた。
ラヴ・スカルプチャーは、2枚のアルバムをレコーディングし、アメリカ・ツアーを行った後で解散した。エドモンズはまもなく「アイ・ヒア・ユー・ノッキン (I Hear You Knocking)」でナンバーワン・ヒットの成功を収め、元ブリンズリー・シュウォーツのベーシストであるニック・ロウと大きく協力するようになり、最終的に彼と一緒にロックパイルというバンドを結成した。

## ディスコグラフィ

### アルバム
- 『ブルース・ヘルピング』 - Blues Helping (1968年)
- 『フォームス・アンド・フィーリングス』 - Forms and Feelings (1970年)

### シングル
- "River to Another Day" / "Brand New Woman" (1968年)
- 「剣の舞 No.1」 - "Sabre Dance" / "Think of Love" (1968年) ※全英 5位[8]